# Come On (chanson de Chuck Berry)
Pour les articles homonymes, voir Come On.
Singles de Chuck Berry
I'm Talking About You
(1961) Nadine
(1964)
Come On est une chanson de Chuck Berry parue en face B du 45 tours Go Go Go en octobre 1961. Elle a notamment été reprise par les Rolling Stones sur leur tout premier single, sorti en juin 1963. Leur version se classe no 21 des ventes au Royaume-Uni.

## Reprises desRolling Stones
Singles de The Rolling Stones
I Wanna Be Your Man
(1963)

### Genèse
Le 8 mai 1963, le directeur artistique de Decca Dick Row, célèbre pour avoir refusé les Beatles, fait signer un contrat artistique au groupe Rollin' Stones composé de Brian Jones à la guitare et harmonica, Mick Jagger au chant, Keith Richards à la guitare, Bill Wyman à la basse, Charlie Watts à la batterie et Ian Stewart au piano, accompagné de leurs managers et producteurs Andrew Loog Oldham (19 ans) et Eric Easton. Le premier est désigné meneur, tandis que le pianiste est exclu au moment de la signature du groupe qui change de nom pour The Rolling Stones.

### Enregistrement
Le 10 mai 1963, deux jours après la signature, Oldham réserve une session de trois heures au Studio Olympic pour 40 £. Plusieurs chansons y sont enregistrées, dont Dust My Blues d'Elmore James, I Want To Be Love de Willie Dixon, Love Potion No. 9 (non vérifiée) ou encore Pretty Thing. Mais c'est Come On de Chuck Berry qui est retenue, car elle peut ratisser un large public selon Oldham.
À la fin de la session, Oldham, qui participe à sa première session d'enregistrement studio en tant que producteur et ne connaissant pas grand-chose en matière d'enregistrement, demande à l'ingénieur du son de se charger du mixage. À l'écoute du morceau, Dick Rowe et les responsables de Decca sont déçus du résultat et suggère à Easton de renvoyer le groupe en studio tout réenregistrer avec un producteur mieux qualifié. La nouvelle session se déroule aux studios Decca de West Hampstead le 16 ou 18 mai (selon les sources). À la fin de la session, Mick fait savoir à Oldham que la nouvelle session est pire que la première. Finalement, Rowe décide de sortir la première version de Come On.

### Parution et réception
La chanson Come On parait en single le 7 juin 1963 au Royaume-Uni accompagné d'une autre reprise (I Want To Be Loved de Willie Dixon). Elle sera interprétée en playback lors du passage des Stones à l’émission Thank You Lucky Stars le 7 juillet. Par la suite, ils refusent de l'interpréter en concert, car ils la détestent. Leur premier single atteint la place no 21 des hit-parades, aidé par Oldham qui a acheté lui-même des exemplaires pour le faire grimper.
Come On est sorti sur plusieurs albums de compilation : More Hot Rocks (Big Hits and Fazed Cookies) (1972), Singles Collection: The London Years (1989) (avec sa face B), Singles 1963-1965 (2004) (avec sa face B), Rolled Gold+: The Very Best of the Rolling Stones (2007), GRRR! (2012) et Stray Cats, un disque bonus disponible uniquement sur le coffret Rolling Stones In Mono (avec sa face B).
Lors du concert du 6 juin 2013 à Toronto, Canada, dans le cadre de la tournée 50 & Counting, Mick Jagger a chanté quelques vers (avec Charlie Watts à la batterie) après avoir mentionné que le single était sorti il y a exactement 50 ans, le lendemain de cette nuit. C'était la première fois que la chanson était entendue à quelque titre que ce soit lors d'un concert des Rolling Stones depuis 1965.

### Fiche de production

#### The Rolling Stones
- Mick Jagger : chant
- Keith Richards : guitare
- Brian Jones : harmonica, chœur
- Bill Wyman : basse, chœur
- Charlie Watts : batterie

#### Équipe technique
- Andrew Loog Oldham et Eric Easton : producteurs
- Roger Savage : ingénieur du son, mixage

## Autres reprises notables
Elle a également été reprise par :
- The Chocolate Watchband sur l'album No Way Out (1967)
- Joe Jackson sur la réédition de l'album I'm the Man (2001)
- Wishbone Ash sur la réédition de l'album Just Testing (1998)